# Deșertul Înalt (Oregon)

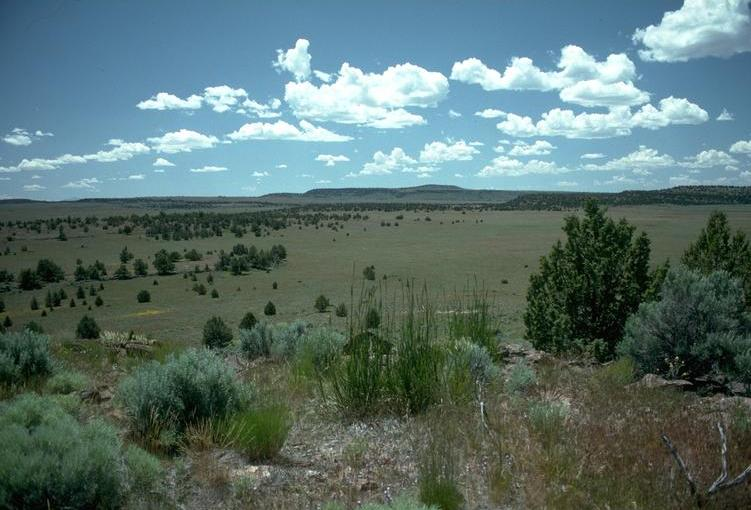
Imagine din Oregon High Desert

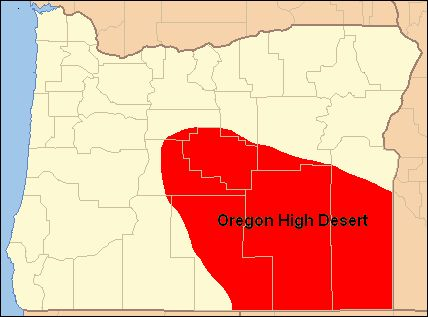
Zona acoperită de Oregon High Desert în statul

Deșertul Înalt din Oregon (conform originalului, [The] Oregon High Desert) este o regiune deșertică de altitudine din statul american Oregon, care se găsește la est de lanțul montan Cascade Range și la sud de lanțul montan Blue Mountains, în partea centrală și sud-estică a statului.

## Descriere generală
Divizat într-o regiune sudică și una nordică, deșertul acoperă cea mai mare parte a celor cinci comitate din sud-estul statului, găsindu-se la altitudine medie de peste 1.200 metri. În timp ce partea sa sudică este considerată a face parte din arealul geografic a Marelui Bazin, partea sa nordică este parte a Platoului Columbia, marcată fiind de un grad mai ridicat de umiditate decât partea sa sudică, ceea ce permite cultivarea plantei industriale alfalfa, respectiv obținerea unei însemnate cantități de fân.
Proprietatea publică, în cazul Deșertului, este atribuită mai ales agenției federale Bureau of Land Management (BLM, în română Biroul de Gospodărire a Pământului), care posedă mai mult de 77.670 km2 (ori 30.000 mi2), incluzând cinci râuri desemnate de agenția National Wild and Scenic Rivers System (în română Sistemul Național al Râurilor Sălbatice și Scenice).
În timp ce [The] Oregon High Desert este într-un fel aproximativ "uscat", este totuși relativ arid comparativ cu regiunea cunoscută sub numele de Western Oregon. Regiunea primește în medie circa  38 mm de precipitații anual, în timp ce Deșertul Alvord (în engleză Alvord Desert), are o medie a precipitațiilor de doar 17 mm anual. În ciuda denominalizării de deșert, Deșertul Înalt nu este destul de uscat pentru a se califica realmente în categoria deșerturilor, mai ales că flora acestuia îl încadrează în categoria stepelor.

### Nativi americani și așezări ale europenilor

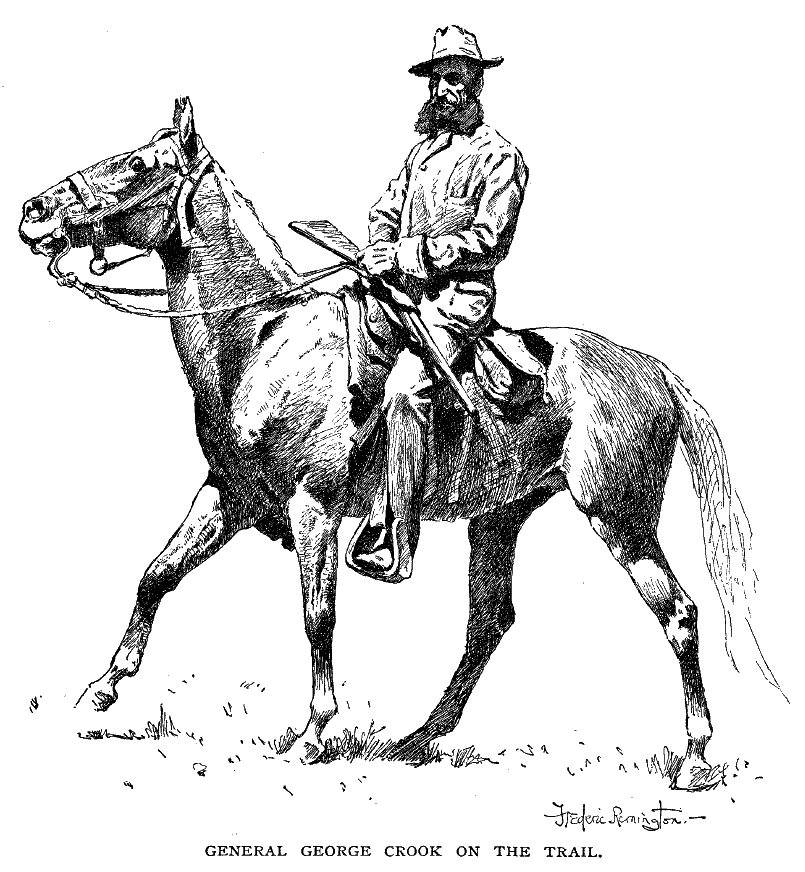
Desen al generalului major George Crook al United States Army în cursul mutării de la Camp Warner din apropierea Hart Mountain la o locație aflată la vest de Warner Lakes in 1867.

## Floră și faună

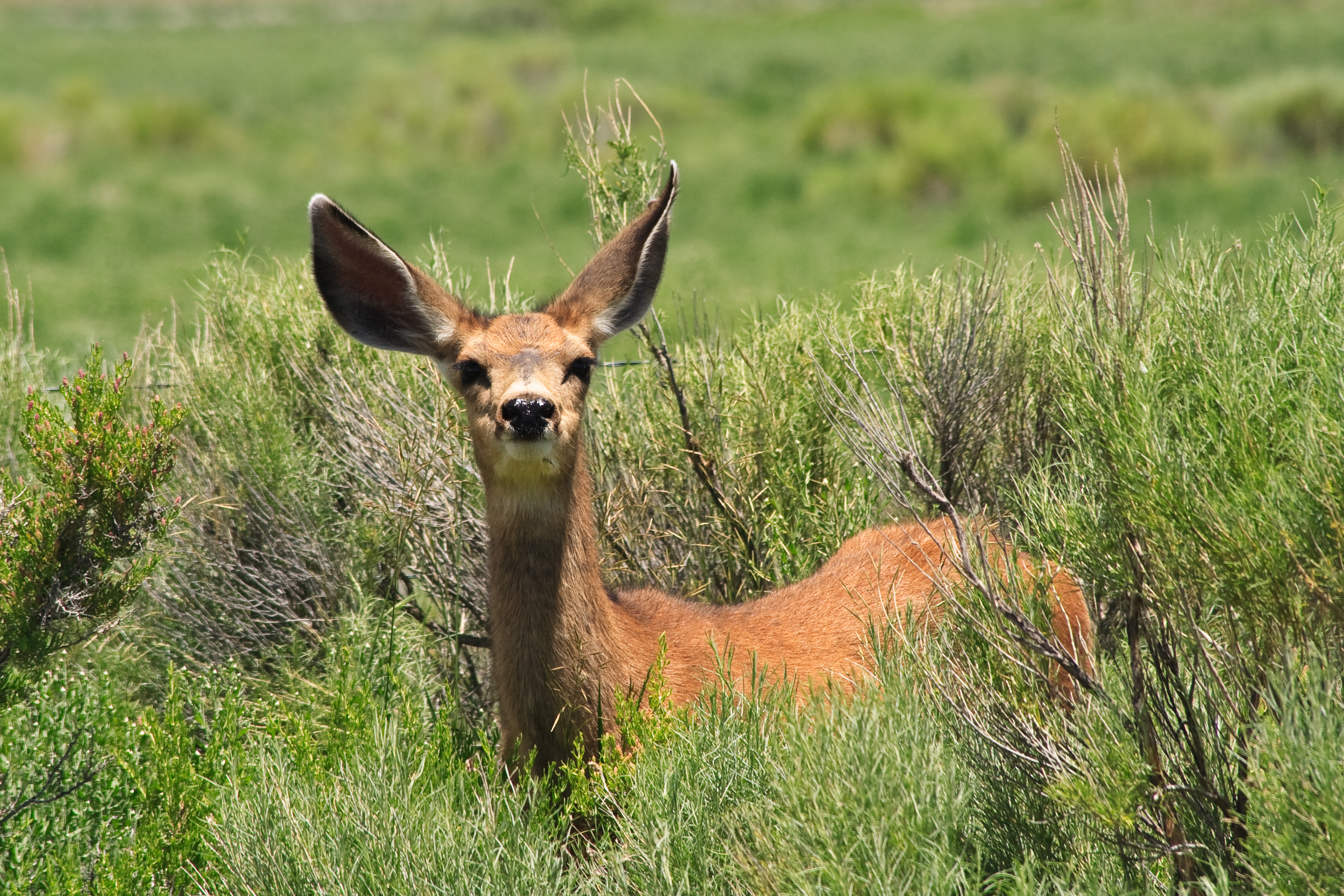
Exemplar mascul al unei specii din familia Cervidae a Deșertului Înalt ascuns în vegetația locală.

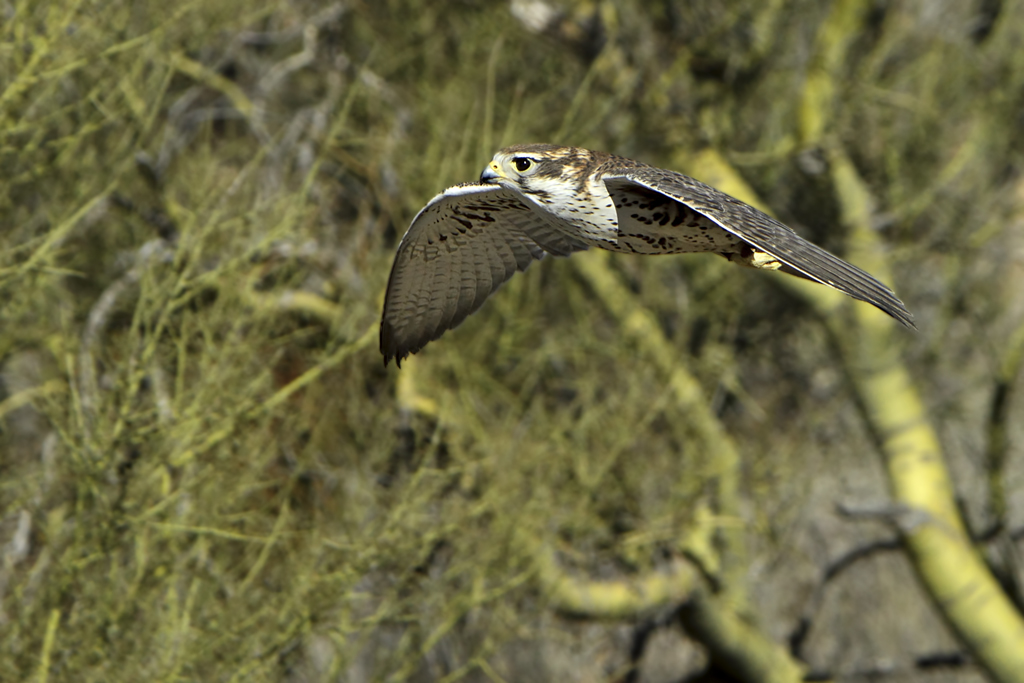
Un șoim de prerie aflat într-o regiune abundentă în mamifere mici a Deșertului Înalt.

## Geografie, floră, faună
La o altitudine de 2.967 de metri (sau 9,733 feet), piscul Steens Mountain este cel mai înalt punct din {The} High Desert. Acest munte de fracțiune geologică a fost creat de-a lungul unei plăci tectonice care a format și restul regiunii. Circa 16 milioane de ani în urmă, în timpul Miocen-ului, lava provenită din erupțiile vulcanice acoperise circa jumătate din întreaga suprafață a statului de astăzi Oregon. Ulterior, crusta Pământului a început să se răcească și să extindă, creând condiții pentru activitate vulcanică ulterioară, desfășurată între 15 milioane și 2 milioane de ani  în urmă. Mai multe perioade glaciare care au avut loc între timp au creat cele mai mari lacuri din Deșertul Înalt.

## Climat
| Oraș       | Ian.        | Feb.        | Mar.         | Apr.          | Mai          | Iun.         | Iul.          | Aug.         | Sep.         | Oct.         | Nov.        | Dec.        | Max. / Min. anuale |
| ---------- | ----------- | ----------- | ------------ | ------------- | ------------ | ------------ | ------------- | ------------ | ------------ | ------------ | ----------- | ----------- | ------------------ |
| Bend       | +4,5 / -5   | +6,7 / -3,9 | +10,6 / -2,8 | +13,9 / -1,1  | +18,3 / +2,2 | +22,8 / +5   | +27,2 / +7,9  | +27,4 / +7,8 | +22,2 / +3,9 | +16,7 / 0    | +7,8 / -2,2 | +4,5 / -5   | +48,9 / -31,1      |
| Burns      | +1,7 / -10  | +4,5 / -7,2 | +9,5 / -3,9  | +13,9 / - 1,7 | +18,9 / +2,2 | +23,9 / +5   | +28,4 / +7,8  | +28,9 / +6,7 | +23,9 / +1,7 | +16,7 / -3,3 | +7,2 / -6,1 | +1,7 / -9,4 | +48,7 / -33,4      |
| Lakeview   | +3,9 / -6,1 | +5,6 / -4,4 | +8,9 / -2,2  | +13,3 / 0     | +18,3 / +3,3 | +23,3 / +6,7 | +28,9 / +12,8 | +28,3 / +8,9 | +23,9 / +5,6 | +17,2 / +0,6 | +7,8 / -3,3 | +3,9 / -6,1 | +48,8 / -28,9      |
| Prineville | +5,6 / -6,1 | +8,9 / -4,4 | +12,2 / -3,9 | +16,1 / -2,2  | +20,6 / +1,1 | +25 / +4,5   | +30 / +6,1    | +30 / +5,6   | +25,6 / +1,7 | +18,9 / -1,7 | +9,5 / -3,9 | +5,6 / -6,1 | +51,6 / -36,6      |